# Ostržek
Ostržek je literarni lik, ki se prvič pojavi v pravljici  Le avventure di Pinocchio oziroma Ostržkove dogodivščine avtorja Carla Collodija, kasneje pa kot bolj znani Disneyev Ostržek.

## Zgodovina lika
Carlo Collodi  (pravo ime Carlo Lorenzini) se je rodil leta 1826 v Montecatiniju v Pizanski pokrajini. Po naravi je bil veseljak, ki je z duhovitimi dovtipi in zanimivimi zgodbami zabaval prijatelje, ti pa so mu svetovali, naj jih zapiše. 
Tako je leta 1870 napisal zgodbo o Ostržku, ki je sprva izhajala v Otroškem dnevniku, kasneje pa so jo zaradi velikega zanimanja za dogodivščine lesene lutke, ki govori, ponatisnil še v knjigi.
Zanimanje za Ostržka je ostalo živo tudi po letu 1890, ko je Collodi umrl. To dokazujejo številni prevodi, risani filmi, balet, radijske igre, narodne različice …
Samo v Sloveniji poznamo več različic:
- Lesenjač Cefizelj
- Storžek in njegovo burkasto življenje
- Zlati ključek ( po priredbi A. N. Tolstoja)

Brez dvoma je Ostržek popolnoma prevzel otroke, še posebno italijanske, ki so sami zbirali denar, da so svojemu junaku v Toskani postavili spomenik, h kateremu še danes na Ostržkov praznik romajo predstavniki učencev Italije in predenj polagajo vence.
Prva Walt Disneyjeva knjiga o Ostržku je izšla leta 1985 oz. njen ponatis. Pojavi se v zbirki treh zgodb: Medvedek Pu, Sneguljčica in Ostržek. Danes je tudi Walt Disneyjev Ostržek samostojna knjiga. Prevedla jo je Marjana Samide, založila pa založba Mladinska knjiga.
Drugo knjigo z naslovom Ostržek: čudoviti doživljaji lesene lutke je napisal Carlo Collodi, ilustriral pa Beppe Porcheddu. Izšla je leta 1951, v Sloveniji je Mladinska knjiga izdala ponatis te knjige leta 1991. V slovenščino jo je prevedel Albert Širok.
Tretjo knjigo o Ostržku je priredil in ilustriral John Patience, poslovenila jo je Nena Kopčavar Guček. V Sloveniji jo je izdala založba Didakta leta 1994.

## Predstavitev literarnega lika
Lik Ostržek se pojavi v več različnih pravljicah za otroke, v kartonkah, zgodbicah različnega karakterja in tem, v risankah in risanih filmih, v pobarvankah  in sestavljankah za najmlajše pa tudi v lutkovnih predstavah, kot prava lutka.
Zunanjost
Ostržek je lesena lutka, ki ji dobra vila vdihne življenje. Je majhne postave in ima malo predolg nos. Veliko časa je kot živa lutka in šele na koncu pravljice ga vila spremeni v pravega dečka.
Značilnosti
Ostržek je po naravi in karakterju zelo vesel in navihan fant, ki rad odkriva nove stvari. Vendar, ko se znajde v težavah in se skuša po najlažji poti rešiti iz njih, pa se zlaže in pri tem se mu poveča nos. To je Ostržkova slabost, saj se ne more zlagati ne, da bi drugi to vedeli in še nos mu ostane v taki velikosti na katero je zrasel. Kot vsak mali fantek ali otrok je tudi Ostržek malo naiven in verjame v dobre ljudi na svetu, ki mu želijo le dobro, hitro se pusti zapeljati sladkim besedam iz ust kogarkoli, seveda pa kaj hitro spozna, da se vsi želijo z njim le okoristiti, ga izrabljati za svoje zlobne namene, zato tudi zbeži nazaj domov.

## Analiza pravljice po Proppu in funkcije lika Ostržek
O Vladimirju Jakovljeviču Proppu
Vladimir Jakovljevič Propp je bil ruski folklorist, ki je leta 1928 z Morfologijo pravljice postavil temelje za stukturalno-formalno analizo besedil. Pri določevanju teh osnov mu je pomagal študij 100 ruskih »čudežnih« pravljic iz zbirke Anafasjeva, s katerimi je določil kar 31 različnih funkcij likov in 7 različnih likov ter posebno »home – away – home« teorijo.
Poudaril je, da zagotovo vsaka pravljica ne zajema vseh teh 31 funkcij in da tudi vseh 7 likov ni prisotnih, saj to prispeva k raznolikosti in pestrosti pravljic.
Ostržek:
HOME
Mojster Tone oz. Češnja je v svoji delavnici našel poleno, ki je govorilo kot otroci. Ker je govoreče poleno zelo prestrašilo mojstra Češnjo, ga je dal Pepetu, da bi napravil lepo lutko, ki bo znala plesati, se boriti, in ki bi jo Pepe vzel povsod s seboj, da bi z njo nekaj zaslužil.
Ostržek je že med pridobivanjem podobe nagajal Pepetu; ko je dobil oči, je grdo bolščal vanj, ko je dobil roki, mu je vzel lasuljo. 
In ko je dobil noge in ga je Pepe postavil na tla, je že odtekel ven na ulico. Pepe je vpil za Ostržkom naj se ustavi.
Vendar ta ni ubogal in je dirjal naprej. Ostržka ulovi orožnik, a ker se mu le-ta s svojimi norčijami ob tem, kako hudo mu bo zopet pri Pepetu, zasmili, ga izpusti.
Ostržek je nato stekel domov in tam zagledal murna Modreca, ki mu je povedal, da ni dobro, če se upiraš staršem, pa ga ni poslušal. Razjezil se je nanj in mu vrgel leseno kladivo, ki ga je zadelo. Čez čas je postal lačen in se je spomnil murnovih besed in svojega očeta Pepeta ter  dejal, da če bi ga ubogal, bi sedaj imel pripravljeno večerjo, tako pa mora sam poskrbeti zase. Hotel si je speči jajce, iz katerega pa se je razvilo pišče. In tako se je lačen Ostržek zopet odpravil na ulico.
Ostržek je potrkal po nekih vratih in prosil za košček kruha, ker pa so mislili, da je tat, so ga zalili z vedrom mrzle vode in tako se je zopet odpravil domov. Utrujen in moker je ležal pri kaminu in tako so se mu vnele noge, ki so se spreminjale v pepel. Medtem je orožnik že izpustil Pepeta, ki je trkal na vrata, Ostržek pa, ker ni imel nog, mu ni mogel odpreti. Pepe mu tega ni verjel. Jezen je splezal skozi okno, potem pa usmiljeno vzel Ostržka v naročje in mu iztesal novi nogi.
Ostržek je obljubil, da bo priden in da se bo učil. Pepe je prodal svoj plašč in Ostržku kupil abecednik, ta pa mu je bil nadvse hvaležen.
AWAY
1. Eden od članov družine odide od doma
Odpravil se je v šolo in na poti zagledal gledališče. Sklenil je, da bo odšel na predstavo, naslednji dan pa v šolo. Tako je za vstopnico prodal svoj abecednik. Lutke so mu bile podobne in tako se jim je pridružil na odru in s tem povzročil zmedo, ki lutkarju ni bila všeč. Tako je tu ostal kar čez noč. Lutkar je zaradi norčij hotel kaznovati tudi lutko Pavliho, ta pa se je Ostržku zasmilil in je prosil lutkarja naj ga pomilosti. Lutkar je opazil, da je Ostržek dobrega srca in mu je dal 5 zlatnikov za očeta.
2. Škodljivec poizveduje
Odpravil se je proti domu in zagledal Zvitorepko in Brljava (škodljivca). Oba sta se nasmihala in sta Ostržku povedala, da ga poznata in da sta včeraj videla tudi njegovega očeta, kako je ves premražen stal na pragu in ga iskal. Ostržek jima je povedal, da očeta ne bo več zeblo, ker sta sedaj postala velika gospoda.
3. Škodljivcu izdajo podatke o njegovi žrtvi
Zvitorepka in Brljav sta ga vprašala kaj to pomeni  in jima je povedal, da je dobil zlatnike.
4. Škodljivec si pomaga s prepričevanjem
Svetujeta mu, da naj ju posluša, saj sta izkušena in mu bo dobro. Svetujeta mu kako naj podvoji zlatnike.
5. Žrtev nasede škodljivcu
Ostržek se je veselil, da bo lahko očetu prinesel še več zlatnikov in ju je spremljal.
Odšli so do gostišča, kjer je lisica naročila obilno večerjo in dve sobi.
6. Junaka napadejo, oropajo ali mu drugače škodijo
Zjutraj se je zbudil in vprašal po svojih »prijateljih«, ki ju ni bilo več, in tako je moral Ostržek plačati račun. Odpravil se je naprej po poti in v daljavi slišal neki glas.
7. Junak se odzove na darovalca
Ostržek je videl sijočo malo živalico in jo vprašal po imenu. To je bila senca murna Modreca, ki mu svetuje, naj odnese preostale 4 zlatnike ubogemu očetu.
Ubogi Ostržek pa je bil naiven in vesel, da bo očetu lahko prinesel več, in ni vedel, da takega čudeža, kot je drevo z zlatniki, ki zraste iz posajenega zlatnika (kakor sta mu pripovedovala zvitorepka in Brljav), sploh ne obstaja, ni upošteval murna. Murn je rekel, da če že gre naprej po poti, naj se vendarle pazi roparjev.
8. Junak in škodljivec se spopadeta
Nekaj metrov je prehodil, ko je zagledal roparja, ki sta bila Zvitorepka in Brljav, a ju zaradi nekakšnih mask ni prepoznal. Zgrabila sta ga, pa se je rešil in tekel in tekel, kar so ga noge nesle, roparja pa za njim. Prišel je do hiše, pa mu ni nihče odprl; le pri oknu je videl belo deklico, ki je umrla in je čakala na krsto, da jo odnesejo, medtem pa sta ga roparja že ujela.
9. Junaka zaznamujejo
Ker pa nista našla zlatnikov in sta vedela, da jih je nekam skril, sta ga obesila na drevo z grožnjo, da jutri spet prideta in želita zlatnike. Tako sta odšla, Ostržka pa je bolelo in postal je žalosten, ker se je zapletel v težave in ker je vedel, da ga oče doma išče.
Ostržek je od utrujenosti popolnoma omagan obvisel na drevesu in padel v omotico. Močno je pihalo in pri oknu se je prikazala zopet bela deklica, ki je poklicala na pomoč sokola, da naj reši Ostržka. Ta bela deklica je bila namreč dobra vila, ki je položila Ostržka v posteljo in na pomoč poklicala 3 zdravnike, da bi ozdravili Ostržka. Ta se je čez noč okrepil, a vseeno mu je hotela vila dati še zdravilo. Ostržek se je počutil bolje in je vili pripovedoval vso zgodbo; pri tem se je sem in tja zlagal in vsakokrat mu je zrasel nos. Žal mu je bilo in tako so mu nos popravi detli. Zahvalil se je in se odpravil domov. Zopet je srečal Zvitorepko in Brljava in jima povedal za dogajanje in boj z roparjema; ta dva pa sta se mu rogala. Zopet sta ga premamila s tistim poljem in čudežnimi drevesi, zato je stopal za njima. Prišli so na samoten kraj, kjer je posadil svoje zlatnike. Rekla sta mu, naj pride pogledat čez nekaj časa in se poslovila češ, da gresta svojo pot. Ostržek je odšel, roparja pa sta mu pobrala še preostale zlatnike iz zemlje in odšla.

Dogajalo se je še veliko reči preden je Ostržek prišel do doma; zaradi zlatnikov je moral sam za 4 mesece v zapor, se zopet napoti do vile, sreča kačo, služi kmetu namesto psa čuvaja, odkrije tatove in je tako spet prost, obžaluje smrt vile, se vrže v morje, da bi rešil Pepeta, pride na otok delovnih čebel, kjer zopet sreča vilo, obljubi vili, da bo priden in da bi rad postal pravi otrok – zato hodi v šolo, kjer zopet doživlja razne dogodivščine, zopet odide in se ponovno vrne k vili, pa zopet potuje, postane osel in tako nastopa v cirkusu, oslička Ostržka požrejo ribe in postane lutka, in ko plava, da bi se rešil, ga požre morski pes. V trebuhu morskega psa pa najde Pepeta. Zelo sta vesela, da sta zopet skupaj. Pove mu vso zgodbo in Pepe se nikakor ne more načuditi. Začela sta delati načrt, kako bi prišla ven iz trebuha morskega psa. Očka Pepe je že skoraj obupal, Ostržek pa se le ni dal in je poskušal.
10. Škodljivec je premagan
Naposled sta se rešila in prišla na kopno. Šla sta mimo roparjev, ki sta zelo ostarela in sta prosila miloščine. Zagledala sta lepo kočo, potrkala in na povabilo vstopila. Zopet sta zagledala murna Modreca in so tu zdaj vsi trije stanovali.
HOME
11. Junak se vrne
Ostržek je hodil pomagat vrtnarju, da je dobival mleko, bil je zelo priden, zgodaj  je vstajal in služil denar. 
Izvedel je, da je njegova vila v bolnišnici in ga je zaskrbelo zanjo. Tako je polžu dal denar, naj ji ga odnese, in delal še bolj pridno. Ves utrujen je zaspal in v sanjah je videl vilo, ki se mu je zahvalila, in ga spremenila v pravega dečka.
Zbudil se je in se pregledal od nog do glave. Bil je začuden, saj je bil pravi deček. Okrog njega ni bilo več slamnatih sten ampak prave, zidane. Ni živel več v revni koči ampak v skromni hiši. Oče pa se je zopet lotil svojega dela.

## Prispodoba literarnega lika z realnostjo
Ta pravljica ima nauk, ki je zelo pomemben v realnem življenju, predvsem za najmlajše, ki to berejo in sicer, da ima laž kratke noge. Ostržku se je takoj povečal nos, ko se je zlagal, vendar tudi v realnosti se laž kaj hitro odkrije in kdor laže, tudi veliko skriva, takemu človeku pa je težko zaupati.

## Ostržek je zanimivo berilo tudi za odrasle
Prostozidar Carlo Lorenzini je pričel pisati Zgodbo o lutki v italijanščini Storia di un burattino leta 1881 do 1883, kasneje jo je preimenoval v Le avventure di Pinocchio, v slovenščini je preimenovana v Ostržkove dogodivščine. Zgodba je res grajena kot pravljica, vendar je v njej veliko metafizičnih dogajanj, ki jih nepozorni bralec lahko spregleda. Nastopa Pepe v vlogi Stvarnika, govoreči les, Pepetovo delo s tem lesom in vila Plavolaska Nous, ki predstavlja univerzalno inteligenco. Uresničitev Pepetove želje je odvisna od Ostržkovega poguma, resnicoljubnosti, nesebičnosti, da lahko postane pravi deček. Nič mu ni podarjeno, preživeti mora pravi alkimistični proces, da dokaže, da je vreden razsvetljenja. Iti mora skozi svet skušnjav, svet slave, razkošja, zabave, živi na Otoku zabave, kamor ga zvabijo drugi razposajeni dečki, kjer dela karkoli hoče, pije, kadi, se pretepa, uničuje po mili volji. Tam ni nobene šole, zato tudi ni znanja, ni nobenega zakona, zato ni morale, tu vlada zgolj posvetni vulgarni življenjski slog. Sledi zavedanje samega sebe in bednega stanja, v katerem se je znašel. Ugotovi, da ga prijatelji zgolj izkoriščajo, zato išče rešitev, rad bi drugače živel. Tu je pisatelj vključil svetopisemsko zgodbo o preroku Joni. Pepeta pogoltne kit, Ostržek želi najti svojega stvarnika, zato skoči v morje, to je zadnja faza inicijacijskega obreda da ubeži nevednosti in da najde duhovno moč. Tako postane pravi deček, razbije okove materialnega življenja in se združi s svojim višjim jazom. Podobno kot Ostržek je v sedanjem času vsebinsko strukturirana »povest« v obliki animirane TV-serije italijanske pisateljice Elizabete Gnone (* 1965) z naslovom W.I.T.C.H. Pri njej gre za problematiko ženske mladine v sodobnem socialnem in urbanem okolju.